# Jakša Kušan
 Ovo je glavno značenje pojma Jakša Kušan. Za novinara pogledajte Jakša Kušan (1931.).
Jakša Kušan (Čevljanovići kod Sarajeva, 11. lipnja 1900. – Zagreb, 16. prosinca 1980.), bio je hrvatski književnik. Pisao je pjesme, romane, pripovijetke i dramska djela.

## Životopis
Jakša Kušan rođen je u Čevljanovićima kod Sarajeva, 1900. godine. Trgovačku akademiju svršio je u Sarajevu 1922. godine i Ekonomsko-komercijalnu visoku školu u Zagrebu 1937. godine. Bio je između dva rata jedan od osnivača (1927. godine) i prvi tajnik Grupe sarajevskih književnika, (1928. – 1929.) koja je udarila temelje suvremenoj bosanskohercegovačkoj književnosti i u kojoj su bili: Ivo Andrić, Hasan Kikić, Isak Samokovlija, Jovan Kršić, Hamza Humo, Hamid Dizdar i drugi. U isto vrijeme uređivao je uglednu sarajevsku kulturnu reviju Pregled. Četiri godine vodio je vlastitu knjižaru u Sarajevu, a službovao je kao srednjoškolski profesor u Sarajevu, Beogradu i Zagrebu. Bio je intendant kazališta u Banjoj Luci i Osijeku. Bio je urednik časopisa Pregled (1928. – 1929.). Cijeli niz godina bio je urednik u Nakladnom zavodu Matice hrvatske u Zagrebu, gdje je uredio, između ostalog, izabrana djela L. N. Tolstoja, Turgenjeva, N. V. Gogolja i Marka Twaina, a za "Znanje" je priredio Djela F. M. Dostojevskog. Od 1945. godine do umirovljenja 1953. godine bio je profesor u Trgovačkoj akademiji u Zagrebu.
Svojom uredničkom djelatnošću i prevođenjem (s ruskoga, njemačkoga i slovenskoga jezika) znatno, je podigao razinu književnog prevoditeljstva u nas. Zarano se okušao u gotovo svim književnim rodovima. Potpisivao se i pseudonimmima A. M. Bogorodov, Bogoljub Hrešanović i Abu Kazem Tambur, te šiframa A. B., B. I. H., bih, J. K-n., K. i K-n. Ostavština mu se čuva u Zavodu za povijest hrvatske književnosti, kazališta i glazbe HAZU. 

## Književno stvaralaštvo
Zastupljen je izborom proze u ediciji Pet stoljeća hrvatske književnosti (Izabrana djela / A. Muradbegović, J. Kušan, A. Dean, A. Nametak, prir. Dubravko Jelčić, knj. 108, Matica hrvatska-Zora, Zagreb, 1969.) i u Antologiji hrvatskog humora. Napisao je dvadesetak dramskih tekstova koji su gotovo svi izvedeni na pozornicama. Opsežni povijesni roman Krvavi dani Bosne ponosne (1-2) svojim leksičkim bogatstvom, narativnom dinamikom te živošću dijaloga ulazi, uz Čolakovićeve romane te Andrićevu i Nametkovu novelistiku, među najbolja ostvarenja hrvatskih pripovjedača klasične tradicije.

## Djela
zbirke poezije: 
- Pesme, 1925.
- Zemlja i oblaci, 1952.
- Pjesme, 1977.

knjige pripovijedaka:
- Javna zahvala, 1937.
- U procijepu, 1954.
- Promjenljiva ulica, 1966.
- Izabrana djela, 1969.
- Eh, ti bližnji, 1971.

romani:
- Krvavi dani Bosne ponosne, 1-2, 1977.

ostalo:
- Smrt mladosti. Burleska u jednom činu. Predgovor B. Jevtić, 1929.
- Zaplakala stara majka Džaferbegova: drama u tri čina, 1942.
- Dr. Krstić i njegov slučaj, drama, 1943.
- Savjesti na dlanu: komedija u 5 činova, 1951.
- Pesnica u džepu, komedija, 1955.
- Komedije , 1958.
- Jedan život: pjesme, pripovijetke, putopisi, komedije, 2009.

udžbenici:
- Knjigovodstvo i trgovačko dopisivanje, 1938. (suautor David Levi)
- Nauk o državi, 1941.

## Vanjske poveznice
- Herceg-Bosna.org Jakša Kušan
- hbl.lzmk.hr Kušan, Jakša